# Johann Joseph von Khevenhüller-Metsch
Johann Joseph Fürst von Khevenhüller-Metsch (* 3. Juli 1706 in Wien; † 18. April 1776 ebenda) war ein österreichischer Staatsmann und nahm eine hohe Stellung am kaiserlichen Hof ein. Er war ab 1764 der erste Fürst aus dem Hause Khevenhüller.

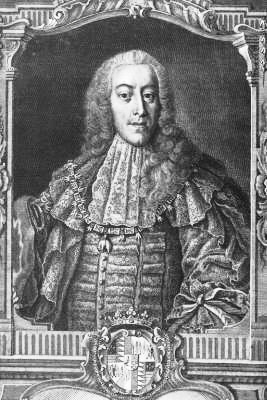
Johann Joseph Fürst von Khevenhüller-Metsch

## Herkunft
Seine Eltern waren Sigmund Friedrich von Khevenhüller und dessen zweite Ehefrau die Ernestine Leopoldine von Orsini-Rosenberg.

## Leben
Die schulische Ausbildung erhielt er durch einen Hauslehrer. Er studierte in Leyden und trat 1725 als niederösterreichischer Regimentsrat in den Staatsdienst ein. Den Ehrentitel eines kaiserlichen Kämmerers erhielt er 1727. Seit 1728 war er Reichshofrat. Zusammen mit seinem Vater erwarb er 1730 das Schloss Riegersburg und ließ es vom Baumeister Franz Anton Pilgram zum Barockschloss umgestalten. (1751 richtete er dort eine Stiftung ein, die für die Kirche im benachbarten Felling einen Pfarrer finanzierte.) Zwischen 1734 und 1737 diente er als Gesandter in München, Den Haag und Kopenhagen. Er kehrte 1737 zurück und unterstützte seinen Vater, der zu dieser Zeit ein Statthalteramt innehatte.
Im Jahr 1740 war er zu Beginn der Regierungszeit von Maria Theresia außerordentlicher Gesandter in Dresden und Warschau. Dort versuchte er für die Erhaltung des Friedens zu wirken. Nach seiner Rückkehr nach Wien bekam er verschiedene Hofämter übertragen. Seit 1742 war er kaiserlicher Obersthofmarschall. Er war 1745 Wahlgesandter Böhmens bei der Kaiserwahl von Franz I. in Frankfurt. Im selben Jahr ernannte der Kaiser ihn zum Oberstkämmerer. Im Jahr 1765 wurde er zweiter Obersthofmeister und 1770 erster Obersthofmeister. Dies war das höchste Hofamt. Gleichzeitig war er Staats- und Konferenzminister. Als solcher übte er nicht unbeträchtlichen politischen Einfluss aus.
Das Erblandmeisteramt für Kärnten war seit 1568 in der Familie. 1751 erwarb Johann Joseph das Schloss Ladendorf in Niederösterreich. Im Jahr 1775 erhielt er für sich und seine Nachkommen das erledigte Obersterblandhofmeisteramt des Erzherzogtums Österreich unter der Enns.
Im Jahr 1764 wurde er und sein Erbe als Majoratsbesitzer anlässlich der Krönung von Josef II. zum Kaiser in den Reichsfürstenstand erhoben. Er war seit 1744 Ritter des Goldenen Vlies (Nr. 715).
Von Bedeutung für die historische Forschung ist sein über 33 Jahre geführtes Tagebuch.
Im Jahr 1894 wurde in Wien-Währing (18. Bezirk) die Khevenhüllerstraße nach ihm benannt.

## Familie
Khevenhüller heiratete 1728 Karolina Gräfin von Metsch, Erbtochter des ohne männlichen Nachkommen verstorbenen Reichsvizekanzlers Johann Adolf von Metsch, seit 1751 nannte er sich und seine Nachkommen Khevenhüller-Metsch. Das Paar mehrere Kinder:
- Maria Josephine (* 6. Dezember 1729; † 29. Juli 1798)

⚭ Graf Karl Josef von Herberstein (* 1728; † 13. Dezember 1753)
⚭ 1756 Graf Gábor Bethlen de Bethlen (* 1712; † 4. März 1768), Kanzler von Siebenbürgen
- Johann Sigismund Friedrich (* 23. Mai 1732; † 15. Juni 1801)

⚭ 1754 Prinzessin Marie Amalie zu Liechtenstein (* 11. August 1737; † 20. Oktober 1787), Tochter von Emanuel von Liechtenstein
⚭ 1800 Gräfin Marie Josephine Strassoldo (* 2. November 1768; † 13. März 1837)
- Johann Joseph Franz Quirin (* 30. März 1733; † 21. Februar 1792), Feldmarschall-Lieutenant ⚭ 1774 Gräfin Maria Josepha von Schrattenbach (* 5. Juni 1750; † 1. Oktober 1806), Eltern von Franz von Khevenhüller-Metsch
- Maria Karolina Ernestina (1734–1746)
- Maria Aloysia Josepha (1735–1736)
- Johann Franz Xaver Anton (* 3. Juli 1737; † 22. Dezember 1797), Herr von Waxenegg ⚭ Gräfin Maria Theresia von Rottal (* 19. Januar 1742; † 9. August 1777)
- Johann Leopold Joseph (1739–1746)
- Maria Theresia (* 4. Januar 1741; † 27. November 1805) ⚭ 1769 Graf Leopold Wilhelm von Kolowrat-Krakowský (* 31. Dezember 1727; † 2. November 1809), Kanzler
- Johann Ernst (1743–1743)
- Leopoldine († vor 1781) ⚭ 1760 Graf Franz Příchovský von Příchovice (* 1736; † 3. Februar 1811/1814)
- Maria Anna (* 3. April 1746; † 20. Juni 1777) ⚭ 1770 Graf Karl Otto Vinzenz von Salm-Neuburg (* 1744; † 12. Mai 1784)
- Johann Emanuel Joseph (* 23. April 1751; † 9. April 1847), Träger des Goldenen Vließ ⚭ Maria Giuseppina Mezzabarba (* 11. Juli 1757; † 12. März 1812)[1]

## Werke
- Aus der Zeit Maria Theresias. Tagebuch des Fürsten Johann Joseph Khevenhüller-Metsch. Kaiserlichen Oberhofmeisters. (Hrsg. R. Khevenhüller-Metsch, H. Schlitter) Bd. 1: 1742–1744. Leipzig/Wien, 1907 Digitalisat; Bd. 2: 1745–1749. Leipzig/Wien, 1908 Digitalisat; Bd. 3: 1752–1755. Leipzig/Wien, 1910 Digitalisat; Bd. 4: 1756–1757. Leipzig/Wien, 1914 Digitalisat; Bd. 5: 1758–1759. Leipzig/Wien, 1911 Digitalisat; Bd. 6: 1764–1767. Leipzig/Wien, 1917 Digitalisat; Bd. 7: 1770–1773. Leipzig/Wien 1925 Digitalisat; Bd. 8.: 1774–1780. (Hrsg. M. Breunlich-Pawlik, H. Wagner). Wien, 1972